# Васильев, Владимир Федотович
Владимир Федотович Васильев (15 января 1943 — 15 сентября 2002) — советский и российский теннисист, тренер, офицер. Заслуженный мастер спорта СССР, Заслуженный тренер СССР.

## Биография
Родился в 1943 году. С юношеских лет начал заниматься теннисом. В 1962 году выполнил норматив на звание Мастера спорта СССР. Выступал за ЦСКА (Москва). Был чемпионом РСФСР (1965 — одиночный разряд; 1965, 1967, 1972—1973 — парный разряд; 1972—1973 — микст). Чемпион ДСО «Спартак» (1963) в одиночном разряде. Чемпион Вооруженных Сил СССР (1965) в парном разряде.
Выпускник Ростовский государственный педагогический институт и Донецкое высшее военно-политическое училище. Ещё во время собственных спортивных выступлений занялся тренерской работой. Занимал должность старшего тренера Северо-Кавказского военного округа в 1964—1973 гг., был начальником команды и главным тренером Вооруженных Сил СССР в 1977—1989 гг. Тренер юношеской и юниорской сборных СССР по теннису в 1978—1989 гг. Начальник отдела спортивных игр ЦСКА в 1989—1990 гг.
Заслуженный тренер РСФСР (1983) и СССР (1991).
Среди его подопечных — Н. Быкова, Е. Гранатурова, А. Зверев, А. Ольховский, С. Пархоменко, К. Пугаева.
Умер 15 сентября 2002 года.
В сентябре 2011 года в Сочи прошло городское первенство среди теннисистов-юниоров, посвящённое памяти Владимира Федотовича Васильева.